# 중촌동
중촌동(中村洞)은 대전광역시 중구에 있는 법정동 및 행정동이다.
면적은 1.20km2이고, 2008년 통계로 1만 7618명이 거주하고있다.
동쪽에 대전천, 서쪽에 유등천이 북쪽에서 흐른다.
동쪽은 동구의 삼성동, 서쪽은 서구의 탄방동·용문동과 경계가 되며, 북쪽은 대덕구의 오정동, 서구의 둔산동과 인접해 있고, 남쪽은 선화동, 목동, 태평동에 인접해 있는 지역이다.
임야가 차지하는 비율이 약 25%이며, 번화가는 동남부를 관통하는 대종로변과 목동길 도로변에 집중되어 있다. 중촌파출소·대전출입국외국인사무소·한국가스공사 충청지사 등의 공공기관이 있다. 주요 간선도로는 동남부를 가로지르는 대종로와 목동 뒷길 도로가 있다.

## 역사
공주군 산내면의 지역으로 산 중앙에 있다는 데서 또는 대나무가 많았다는 데서 죽말·중말·중촌(中村)이라고 하였다. 1895년 회덕군에 편입되고, 1914년 행정구역 통폐합에 따라 신촌(新村)·목동(牧洞), 유등천면의 용두리(龍頭里) 각 일부 지역과 외남면 무릉리(武陵里)를 병합하여 중촌리(中村里)라고 해서 대전군 외남면에 편입되었다.
1940년 대전부의 구역 확장으로 대전부에 편입되어 중촌정(中村町)이라고 하다가 1946년 일제 잔재 청산의 일환으로 정(町)을 동(洞)으로 고칠 때 중촌동으로 되었다. 1971년에 중부출장소의 관할 구역이 되었다가 1977년 구제(區制) 실시로 중구에 편입되었다. 1991년 태평동의 일부 지역이 편입됨과 동시에 일부 지역을 목동에 넘겨주고, 목동의 일부 지역을 각각 편입하여 오늘에 이르고 있다.

## 교육 기관

### 고등학교
- 대전중앙고등학교

### 중학교
- 대전중앙중학교

### 초등학교
- 대전중촌초등학교

## 아파트
- 주공아파트
  - 1단지 (재건축단지)
  - 2단지 (임대아파트)
  - 3단지 (하늘아파트)
- 금호아파트
- 현대아파트

중촌푸르지오센터파크(2022.3입주)

## 의료
- 선치과병원